# こんごう (護衛艦)
こんごう（ローマ字：JS Kongō, DDG-173）は、海上自衛隊の護衛艦（イージス艦）。こんごう型護衛艦の1番艦。艦名は金剛山に因み、旧海軍の金剛型コルベット「金剛」、金剛型戦艦「金剛」に続き日本の艦艇としては3代目。日本初のイージス・システム搭載艦である。艦名候補として当初は「ゆきかぜ」などが検討されていた。
本記事は、本艦の艦暦について主に取り扱っているため、性能や装備等の概要についてはこんごう型護衛艦を参照されたい。

## 艦歴

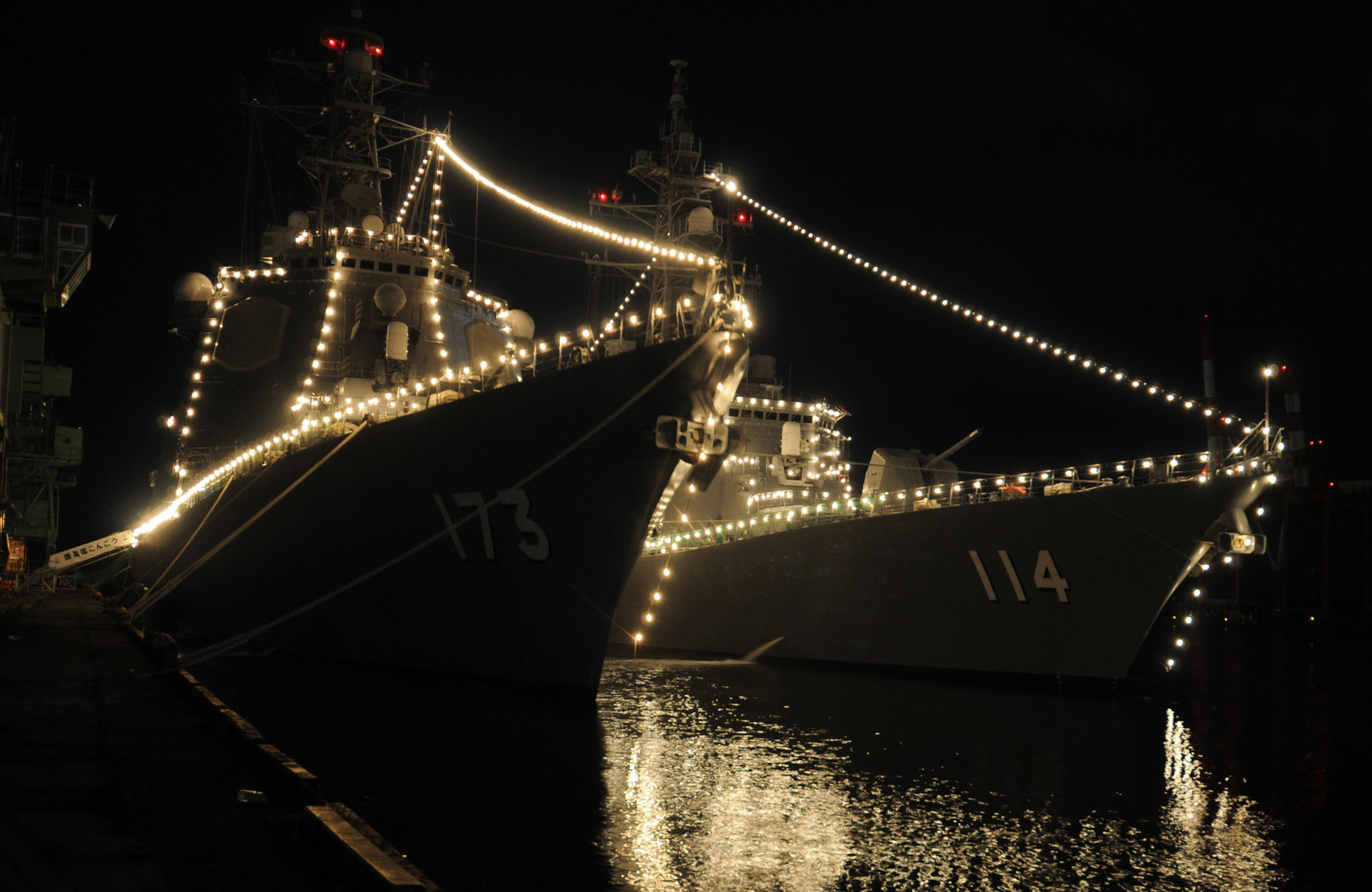
ライトアップされるこんごうとすずなみ（2010年7月23日、仙台港）

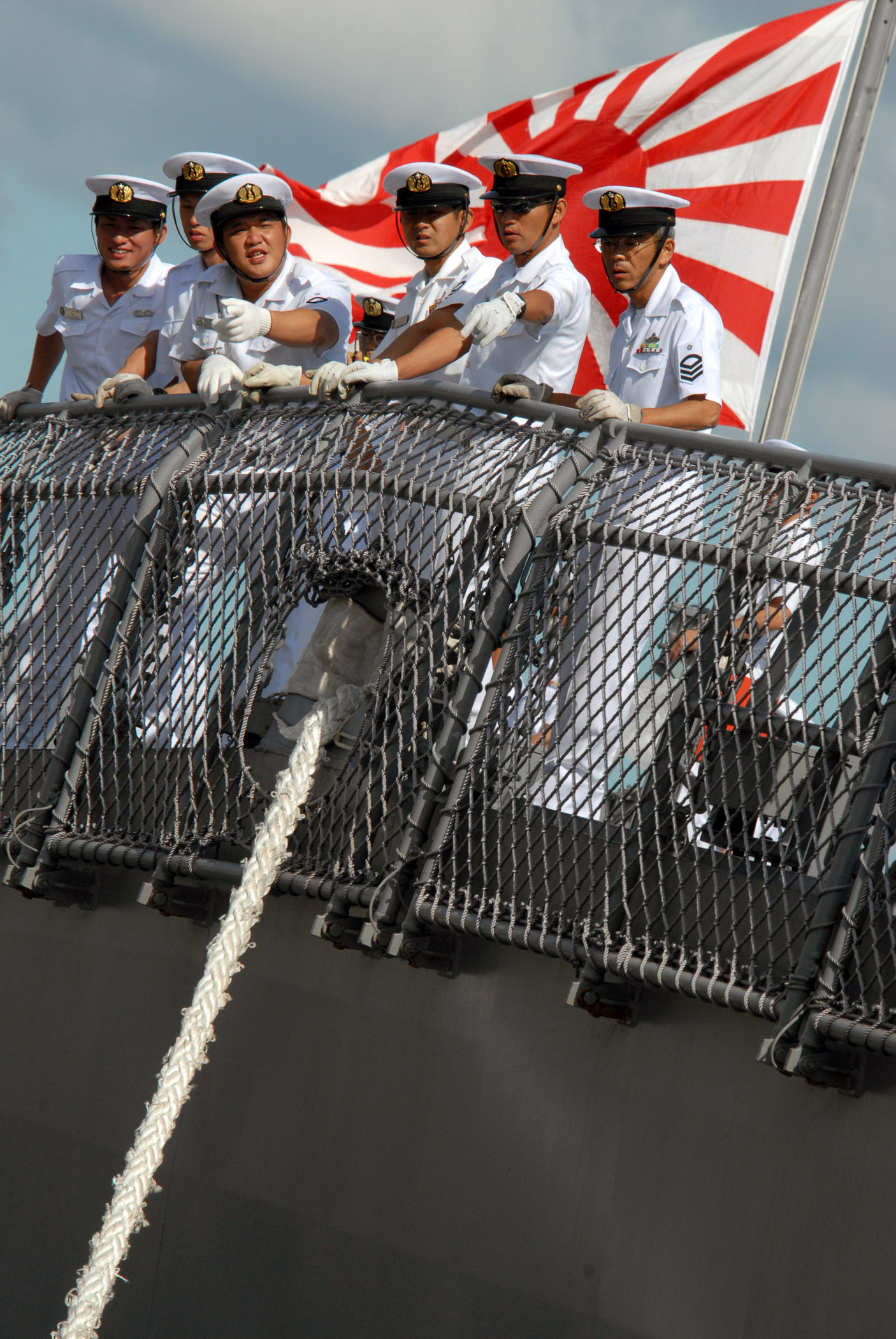
こんごう型護衛艦1番艦「こんごう」の乗員

「こんごう」は、中期防衛力整備計画に基づく昭和63年度計画7200トン型護衛艦2313号艦として、三菱重工業長崎造船所焼島工場で1990年5月8日に起工され、1991年9月26日に進水、1992年5月26日に公試開始、1993年3月25日に就役し、第2護衛隊群第62護衛隊に編入され佐世保に配備された。建造費は1223億円。
同型艦中、本艦のみ就役時ORQ-1ヘリコプター・データ・リンク装置が未装備であったが後日装備している。また、リンク16のアンテナも就役後、装備した。
1993年11月26日から1994年2月21日の間、イージスシステムの装備認定試験（SQT）のためハワイに派遣。
1994年5月31日、護衛艦「くらま」等とともに環太平洋合同演習（RIMPAC）に参加するため横須賀基地を出港し、6月23日から7月6日までハワイ周辺海域で実施された同演習に参加した。
2000年5月15日、リムパック2000に参加するため、本艦を旗艦として護衛艦「くらま」、「しまかぜ」、「むらさめ」、「はるさめ」、「ゆうだち」、「きりさめ」、「あさぎり」、補給艦「はまな」、潜水艦「なつしお」とともに横須賀基地を出港した。5月26日に真珠湾に寄港し5月30日から7月6日までハワイ周辺海域で演習に参加した。その最中、6月5日午前9時30分に米空軍F-16戦闘機と地上から発射された3発の模擬ミサイルをSM-2対空ミサイルで迎撃に成功した。7月13日から21日にサンディエゴに寄港。7月30日から8月3日まで再び真珠湾に戻り、8月16日に横須賀基地に帰投した。
2003年4月10日、テロ対策特別措置法に基づき、護衛艦「ありあけ」、補給艦「はまな」とともにインド洋に派遣、同年7月まで任務に従事し、8月22日に帰国した。
2004年5月17日、テロ対策特別措置法に基づき、護衛艦「ありあけ」とともにインド洋に派遣、同年8月まで任務に従事し、9月19日に帰国した。
2006年11月、三菱重工業長崎造船所に定期検査とMD(弾道ミサイル防衛)特別改造としてスタンダードSM-3 block1A発射能力付与工事を実施するため、長期入渠する。2007年3月にMD改造工事は完了し、同年8月に定期検査を完了する。同年10月15日にMDシステム試験の目的でハワイ近海に進出し、11月6日に米海軍タイコンデロガ級ミサイル巡洋艦「レイク・エリー」の迎撃試験時に標的2発の追尾に成功。11月15日には弾道ミサイル標的追尾訓練で分離標的の追尾に成功。12月18日、カウアイ島沖でスタンダードSM-3SAM（艦対空ミサイル）により、太平洋ミサイル試射場から発射された模擬弾道弾を高度160㎞の熱圏での撃墜にアメリカ以外では最初に成功する(JFTM1迎撃演習)。
2008年3月26日、護衛隊改編により第1護衛隊群第5護衛隊に編入された。
2012年12月6日、朝鮮民主主義人民共和国が「人工衛星」と自称する弾道ミサイルの発射に備えるため、護衛艦「みょうこう」、「ちょうかい」とともに佐世保から出航し、アメリカ合衆国海軍と連携して迎撃態勢を整える。同月12日、ミサイルは発射されるも領土内に落着する恐れがなくなったため、破壊措置命令の解除を受けて順次撤収に移る。
2013年4月、再び北朝鮮にミサイル発射の徴候が見られたことから、破壊措置命令に基づき、日本海に展開した。2013年6月28日に、破壊措置命令は解除され、こんごうは約3ヶ月の警戒任務を終えて、6月30日に佐世保基地へと帰港した。
2021年1月15日、沖大東島周辺海空域において、護衛艦「あさひ」とともに日米共同訓練を実施した。米海軍からは空母「セオドア・ルーズベルト」、巡洋艦「バンカー・ヒル」、駆逐艦「ジョン・フィン」が参加し、各種戦術訓練を実施した。
同3月29日、東シナ海において、米海軍揚陸指揮艦「ブルーリッジ」と日米共同訓練を実施した。
同年5月11日から17日にかけて、護衛艦「いせ」、「あしがら」、「あさひ」、輸送艦「おおすみ」、ミサイル艇「おおたか」、「しらたか」、哨戒機、潜水艦とともに東シナ海において日米豪仏共同訓練（ARC21）に参加した。米海軍からはドック型輸送揚陸艦「ニューオリンズ」、豪海軍からはフリゲート「パラマッタ」、仏海軍からは強襲揚陸艦「トネール」、フリゲート「シュルクーフ」が参加し、防空訓練、対潜訓練、着上陸訓練を実施した。
同年10月12日から16日にかけて、四国南方から関東南方において米海軍空母「ロナルド・レーガン」、巡洋艦「シャイロー」と日米共同訓練を実施した。
2022年2月4日から7日にかけて、東シナ海及び西太平洋において、日米同盟の抑止力・対処力を強化すべく、米海軍と共同訓練を実施した。海自からは本艦の他、P-3Cが、米海軍からは空母「エイブラハム・リンカーン」、強襲揚陸艦「アメリカ」・「エセックス」、ドック型輸送揚陸艦「グリーン・ベイ」・「アシュランド」・「パール・ハーバー」、巡洋艦「モービル・ベイ」、駆逐艦「スプルーアンス」・「デューイ」、掃海艦「ウォーリア」、遠征用海上基地艦「ミゲル・キース」、P‐8が参加し、各種戦術訓練を実施した。
同年4月8日から17日にかけて、護衛艦「いなづま」とともに、日本周辺（東シナ海及び日本海を含む。）において米海軍空母「エイブラハム・リンカーン」空母打撃群（巡洋艦「モービル・ベイ」、駆逐艦「スプルーアンス」、補給艦「ティピカヌー」、貨物弾薬補給艦「リチャード・Ｅ・バード」）と共同訓練を実施した。その間、12日には「いなづま」、航空自衛隊のF-2戦闘機と共に日本海において、「エイブラハム･リンカーン」空母打撃群と日米共同訓練を実施し、翌13日及び14日には、「モービル・ベイ」及び「スプルーアンス」と日本海において弾道ミサイル情報共有に係る共同訓練を実施し、日米同盟の抑止力･対処力を強化した。
2024年1月15日から17日にかけて、護衛艦「ひゅうが」とともに、東シナ海において米海軍空母「カール・ヴィンソン」、巡洋艦「プリンストン」、駆逐艦「キッド」、駆逐艦「スタレット」、韓国海軍駆逐艦「セジョン・デワン」及び駆逐艦「ワン・ゴン」と日米韓共同訓練を実施した。引き続き17日から19日まで東シナ海から沖縄南方の訓練海空域において「カール・ヴィンソン」、「プリンストン」、「キッド」、「スタレット」と日米共同訓練を実施した。
同年3月22日から4月6日にかけて、横須賀から沖縄東方に至る海空域において、日米共同訓練（SWATT24）に参加した。米海軍からは強襲揚陸艦「アメリカ」 、駆逐艦「デューイ」・「ヒギンズ」・「ハワード」・「ラルフ・ジョンソン」、給油艦「ユーコン」、潜水艦が参加し、各種戦術訓練（対空戦、対潜戦、対水上戦、電子戦、対空ミサイル射撃）、洋上補給を実施した。 
同年9月22日から9月25日にかけて、沖縄東方において米海軍強襲揚陸艦「ボクサー」と日米共同訓練を実施した。訓練項目は各種戦術訓練（対水上戦、LINKEX等）、PHOTOEX
現在は第1護衛隊群第5護衛隊に所属し、定係港は佐世保である。

## ミサイル防衛

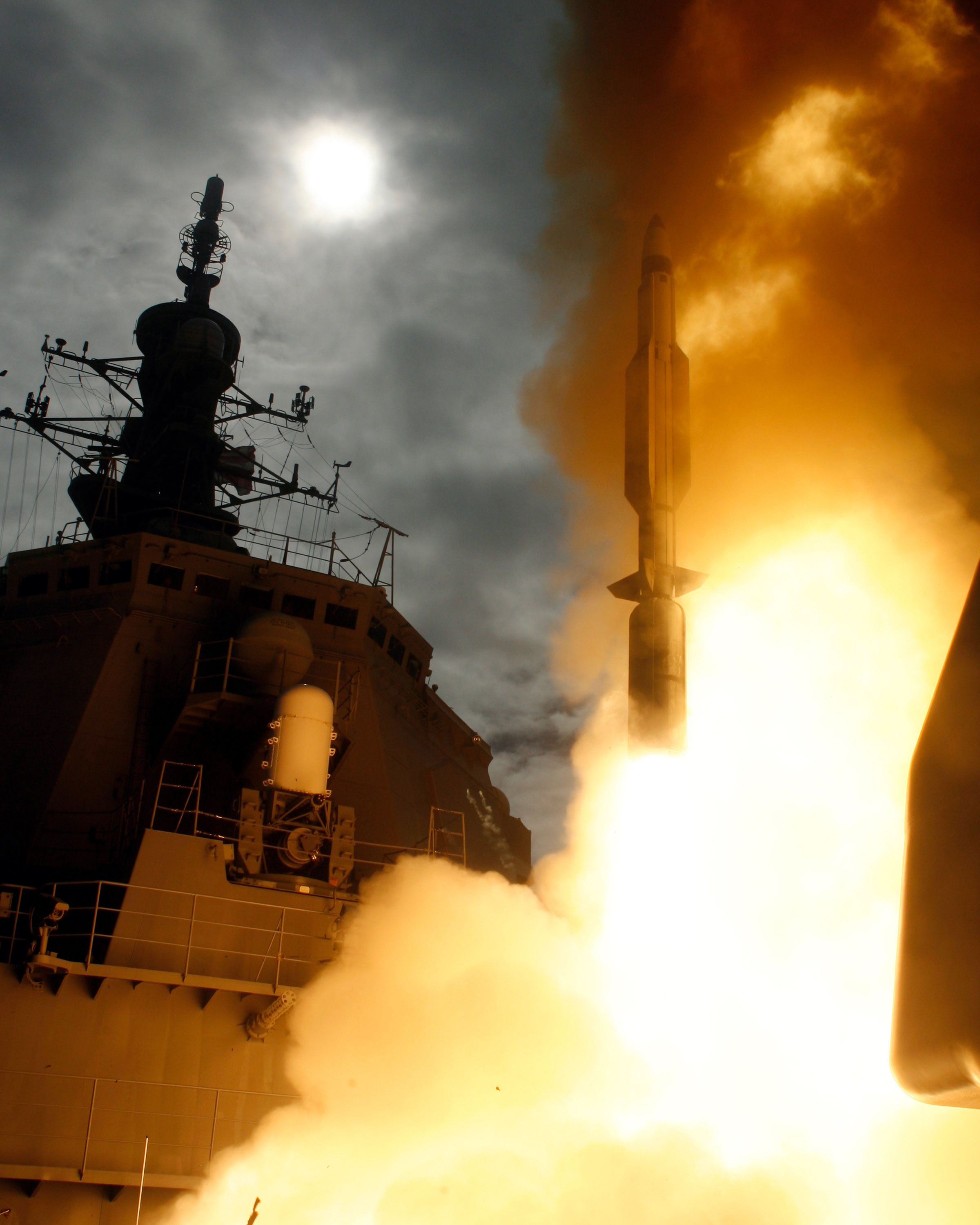
こんごうからのRIM-161スタンダード・ミサイル3（SM-3）の発射

2007年10月4日から翌年1月4日の間、BMD機能付加に伴う装備認定試験のためハワイに派遣され、12月18日、米軍以外によるものとしては初となるスタンダードSM-3による迎撃演習（JFTM-1）をハワイ・カウアイ島沖で行い、太平洋ミサイル試射場から発射された高度160キロメートルの熱圏を飛行する標的ミサイル1発の迎撃に成功した。

## 歴代艦長
| 代 | 氏名       | 在任期間                | 出身校・期            | 前職 | 後職                                                   | 備考 |
| -- | ---------- | ----------------------- | --------------------- | --- | ------------------------------------------------------ | ---- |
| 01 | 本多宏隆   | 1993.3.25 - 1994.12.20  | 防大14期              | こんごう艤装員長                                                                                         | 開発指導隊群司令部付 →1995.3.23 誘導武器教育訓練隊司令 |      |
| 02 | 寺地重告   | 1994.12.21 - 1996.12.15 | 中央大学・ 24期幹候   | 海上幕僚監部装備部 装備課装備管理班長                                                                    | 誘導武器教育訓練隊司令                                 |      |
| 03 | 柴田哲治   | 1996.12.16 - 1998.6.30  | 防大16期              | しまかぜ艦長                                                                                             | 開発指導隊群司令部首席幕僚                             |      |
| 04 | 椋尾康広   | 1998.7.1 - 1999.9.29    | 防大17期              | しまかぜ艦長                                                                                             | しらね艦長                                             |      |
| 05 | 堀 正      | 1999.9.30 - 2001.7.12   |                       | 海上幕僚監部防衛部装備体系課 指揮通信体系班長                                                            | 開発指導隊群司令部                                     |      |
| 06 | 山縣克幸   | 2001.7.13 - 2003.3.31   | 防大20期              | 呉地方総監部管理部付                                                                                     | 横須賀地方総監部監察官                                 |      |
| 07 | 吉田 明    | 2003.4.1 - 2005.3.31    | 防大21期              | 舞鶴地方総監部管理部人事課長                                                                             | ときわ艦長                                             |      |
| 08 | 由岐中一生 | 2005.4.1 - 2006.8.20    | 防大26期              | 舞鶴地方総監部管理部人事課長                                                                             | あしがら艤装員長                                       |      |
| 09 | 平田峰男   | 2006.8.21 - 2008.8.19   | 生徒15期              | ちょうかい艦長                                                                                           | 誘導武器教育訓練隊教育部長 兼 学生隊長                 |      |
| 10 | 鍋田智雄   | 2008.8.20 - 2010.12.19  | 防大26期              | あけぼの艦長                                                                                             | 情報本部電波部電波第4課長                              |      |
| 11 | 棚岡充雄   | 2010.12.20 - 2012.7.16  | 中央大学・ 36期幹候   | 大湊海上訓練指導隊副長 兼 指導部長 兼 船務航海科長                                                       | 統合幕僚監部防衛計画部計画課                           |      |
| 12 | 森田哲哉   | 2012.7.17 - 2013.12.2   | 防大31期              | 第1護衛隊群司令部首席幕僚                                                                                | かしま艦長                                             |      |
| 13 | 清水博史   | 2013.12.3 - 2015.3.22   | 防大33期              | 佐世保地方総監部防衛部 第3幕僚室長 兼 第5幕僚室長                                                        | 海上自衛隊幹部学校勤務                                 |      |
| 14 | 齊藤浩司   | 2015.3.23 - 2016.7.25   | 防大34期              | 第2護衛隊群司令部首席幕僚                                                                                | 海上幕僚監部防衛部防衛課分析室長                       |      |
| 15 | 大島信吾   | 2016.7.26 - 2017.3.8    | 防大37期              | 海上自衛隊第1術科学校主任教官                                                                            | 護衛艦隊司令部勤務                                     |      |
| 16 | 今野 卓    | 2017.3.9 - 2018.3.29    | 東京商船大・ 44期幹候 | 自衛隊指揮通信システム隊 サイバー防衛隊情報班長 兼 統合幕僚監部指揮通信システム部 指揮通信システム企画課 | 海上自衛隊第1術科学校教育第2部長                       |      |
| 17 | 廣中敬三   | 2018.3.30 - 2019.7.24   | 防大36期              | 海上自衛隊幹部候補生学校学生隊長                                                                         | 統合幕僚学校教育課                                     |      |
| 18 | 藤﨑 勝    | 2019.7.25 - 2021.6.27   | 防大37期              | 佐世保地方総監部管理部人事課長                                                                           | 海上訓練指導隊群司令部首席幕僚                         |      |
| 19 | 田代操一朗 | 2021.6.28 - 2023.2.19   | 防大41期              | 海上幕僚監部指揮通信情報部 指揮通信課指揮通信体系班長                                                    | 自衛艦隊司令部勤務                                     |      |
| 20 | 川合 元    | 2023.2.20 - 2024.6.30   | 防大41期              | 自衛艦隊司令部幕僚                                                                                       | 佐世保地方総監部防衛部 第3幕僚室長 兼 第5幕僚室長      |      |
| 21 | 三浦宏幸   | 2024.7.1 - 2025.8.19    | 防大44期              | 佐世保地方総監部防衛部 第3幕僚室長 兼 第5幕僚室長                                                        | 第2護衛隊群司令部勤務                                  |      |
| 22 | 野田央典   | 2025.8.20 -             | 防大46期              | 統合作戦司令部指揮通信運用官付 指揮通信運用班長                                                          |                                                        |      |